# Boeing X-48
Il Boeing X-48 è un aeromobile a pilotaggio remoto (APR) sperimentale realizzato dall'azienda statunitense Boeing Phantom Works, la divisione sperimentale della Boeing, ed attualmente in fase di sviluppo in collaborazione con la NASA.
Il modello fa parte di un programma di ricerca, al fine di realizzare un aereo da trasporto destinato sia all'aviazione commerciale che quella militare, sulla configurazione che integra le caratteristiche di un velivolo a corpo portante con quelle di un'ala volante.

## Storia del progetto
Durante la prima metà degli anni novanta, la McDonnell Douglas si interessò ad una nuova configurazione da testare su un velivolo, la blended wing/body (BWB). Essenzialmente si trattava di un'ala volante con una fusoliera che si elevava sensibilmente dal resto della cellula. Iniziò quindi, in collaborazione con la NASA ed altri enti di ricerca, la fase di sviluppo finalizzata alla realizzazione di un prototipo.
La fase iniziale del programma si concretizzò con la costruzione di un piccolo aereo ad elica dall'apertura alare di 5,2 m (17 ft).
Il modello venne portato in volo per la prima volta nel 1997.
All'acquisizione dell'azienda da parte della Boeing, nel 1997, quest'ultima decise di continuare il programma di sviluppo con un nuovo modello. Questo aereo è sviluppato dalla Boeing Phantom Works presso la sede di Langley della NASA.

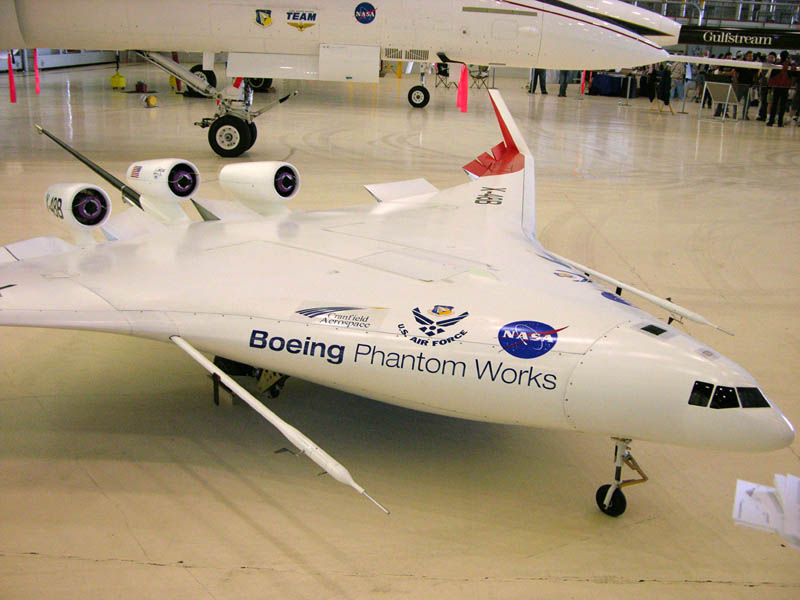
Il Boeing X-48B in mostra al Edwards Airshow 2006

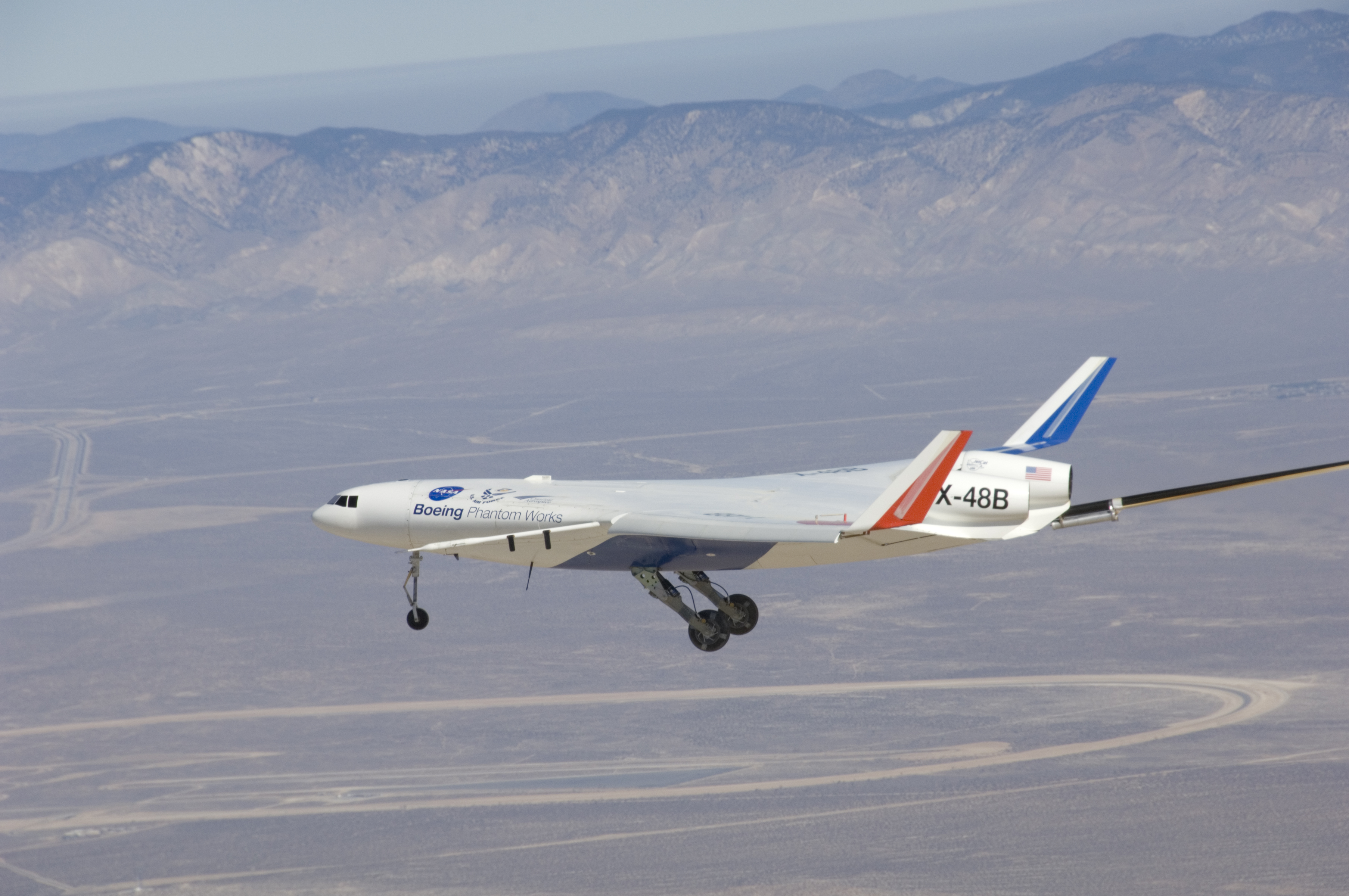
Volo inaugurale del X-48B

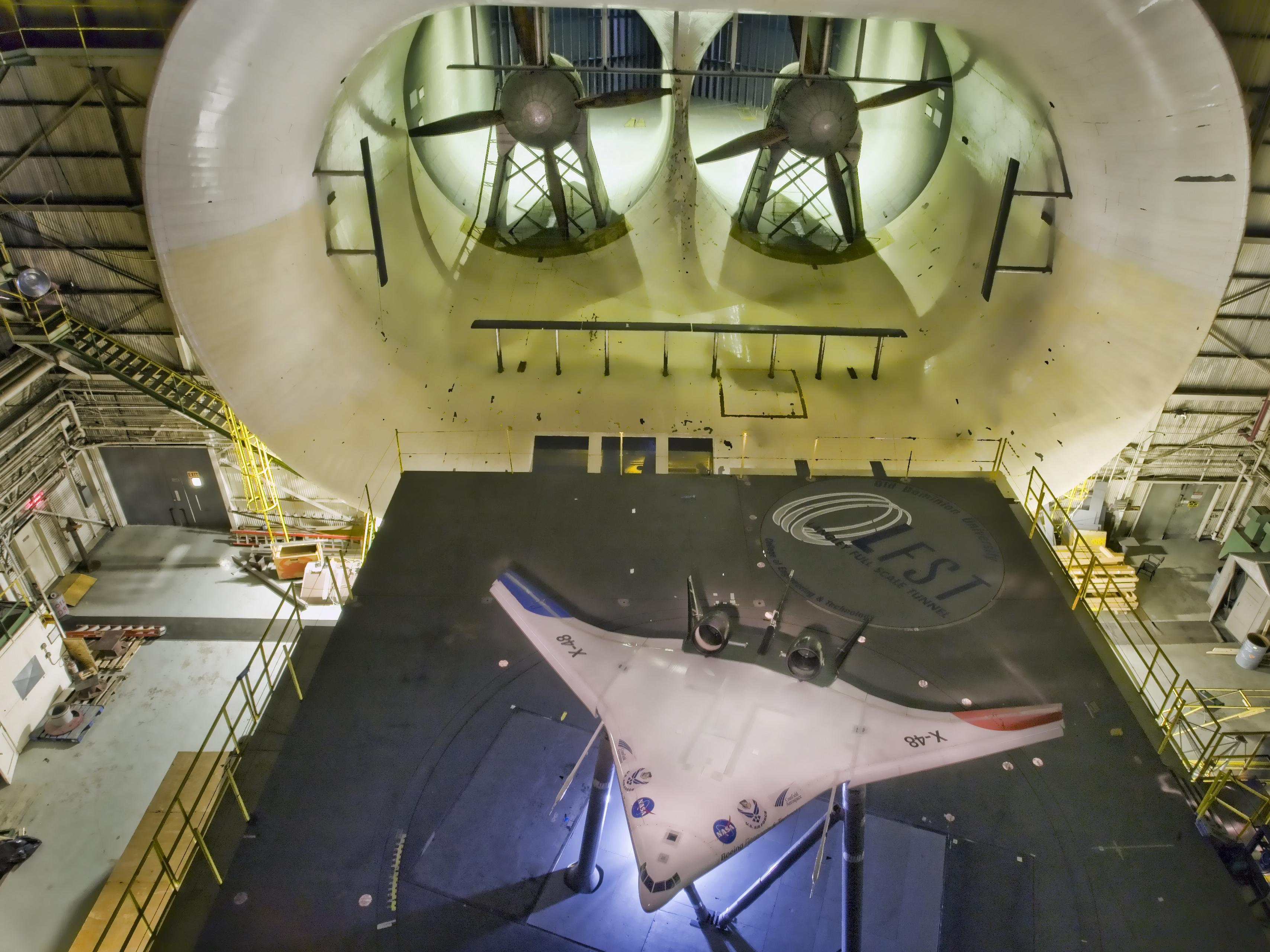
X-48C nella galleria del vento di Langley

Un modello in scala minore e teleguidato è stato usato in ricerche per il volo alla base NASA di Dryden Flight Research Center, a Edwards. Il modello ha un'apertura alare di 6,4 m (21 ft) ed è chiamato X-48B.
L'altro modello, testato nella galleria del vento di Langley è l'X-48C. È una versione più silenziosa. Le modifiche sono i motori che passano da tre a due e un diverso disegno delle derive per schermare i propulsori.
Le prove in galleria sono proseguite almeno fino al 2009.
È prevista l'entrata in servizio dell'aereo militare per il 2022, e quella della versione civile per il 2030.

## Varianti
X-48A
X-48B
X-48C